# كريستين دارنيل
كريستين دارنيل (بالإنجليزية: Kristin Darnell)‏ هي عارضة وممثلة أمريكية، ولدت في 1951 في أوسلو في النرويج.

## وصلات خارجية
- كريستين دارنيل على موقع IMDb (الإنجليزية)
- كريستين دارنيل على موقع قاعدة بيانات الفيلم (الإنجليزية)